# Theokritos (Byzanz)
Theokritos (latinisierte Form Theocritus; griechisch Θεόκριτος Theókritos; † Juli 518 in Konstantinopel) war ein oströmischer Thronprätendent.
Johannes Malalas zufolge beabsichtigte der praepositus sacri cubiculi und Eunuch Amantius, nach dem Tod Anastasios’ I. den domesticus Theocritus zum neuen Kaiser erheben zu lassen. Theocritus verfügte dank Amantius über genügend Geld, um sich die Unterstützung anderer Würdenträger am Hof sowie der Senatoren erkaufen zu können. Vermutlich gab er auch dem comes excubitorum Justin eine größere Summe, die dieser jedoch erfolgreich für seine eigenen Ambitionen auf den Thron einsetzte, zumal er als Kommandeur der Palastgarde über die einzigen kampfkräftigen Truppen in Konstantinopel verfügte. Sowohl Theocritus als auch Amantius wurden neun Tage nach Justins Regierungsübernahme hingerichtet.